# Céline Dion
Céline Marie Claudette Dion (Charlemagne (Quebec), 30 maart 1968) is een Canadese zangeres. Met meer dan 220 miljoen verkochte albums en singles wereldwijd in zowel het Frans als het Engels is zij een van de best verkopende artiesten aller tijden.

## Beginjaren

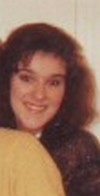
Céline Dion, ca. 1986

Dion werd, als jongste van veertien kinderen, geboren in Charlemagne, Quebec (Canada). Op 12-jarige leeftijd bracht haar moeder haar in contact met de manager René Angélil, die zo in haar geloofde dat hij een hypotheek op zijn huis nam om haar carrière te financieren. In 1981 kwam het eerste album van Dion uit (La Voix du bon Dieu). Hiermee werd ze in Quebec een ster. Het jaar erop won ze de gouden medaille op het World Song Festival in Tokio. In de jaren die erop volgden bracht Dion meerdere albums uit met Franse chansons, die veelal over het gevoelsleven van dit jonge meisje gingen. In 1987 kwam in Canada het album Incognito uit, het eerste echte pop-album van Dion.
In 1988 deed ze namens Zwitserland mee met het Eurovisiesongfestival, dat ze won met het liedje Ne partez pas sans moi. Door de overwinning werd Dion bekend in Europa. Vanaf 1988 werd er gewerkt aan Dions eerste Engelstalige album Unison dat in 1990 uitkwam. Platenlabel Sony Music had het doel voor ogen dat Dion in de VS zou doorbreken met het Engelse repertoire. Het bleek te lukken. De single Where Does My Heart Beat Now behaalde de top 5 van de Amerikaanse Billboard Hot 100 en het album behaalde de platinastatus.
In 1991 werd Dion benaderd door de Walt Disney Studios om haar medewerking te verlenen aan de soundtrack van de speelfilm Beauty And The Beast. Samen met zanger Peabo Bryson nam Dion de titelsong van deze Disneyfilm op en eind 1991 groeide het nummer uit tot een groot succes. Het duet leverde Dion en Bryson zelfs een Academy Award op. Begin 1992 verscheen Celine Dion, het tweede Engelstalige album van de zangeres. Met de uitgebrachte singles If You Asked Me To, Love Can Move Mountains en Nothing Broken But My Heart scoorde ze hoog in de hitlijsten.

## Definitieve doorbraak
Eind 1993 verscheen The Colour Of My Love, Dions derde album met Engelstalig materiaal. In Noord-Amerika werd de eerste single The Power of Love (oorspronkelijk opgenomen door Jennifer Rush) een weergaloos succes. De single stond weken op nummer 1 in de Amerikaanse Billboard Hot 100. In Europa behaalde de single Think Twice groot succes. Het album bezorgde Dion de definitieve doorbraak in vrijwel alle landen van de wereld. Ondanks al het succes van haar Engelstalige werk, besloot ze om een tijdelijk uitstapje naar de basis te maken: ze bleef een Canadese met Franse roots. In 1994 schreef Jean-Jacques Goldman 12 Franse liedjes voor de zangeres die uiteindelijk op het album D'Eux terechtkwamen. Die plaat kwam begin '95 uit en bracht de hit Pour que tu m'aimes encore voort. Het album groeide uit tot het bestverkochte Franstalige album aller tijden, met wereldwijd 9 miljoen verkochte exemplaren.
Ten tijde van het succes van haar single Think Twice gaf Dion haar eerste liveconcert in Nederland. Op 27 mei 1995 verzorgde ze een concert in het Congresgebouw in Den Haag. Op 1 december was ze terug voor haar tweede concert. Dit keer stond ze in Ahoy.
Voor haar vierde Engelstalige album Falling into You uit 1996 nam Dion diverse covers van verschillende artiesten op. In maart 1996 werd Falling into You officieel uitgebracht en al gauw waren er miljoenen exemplaren van verkocht. Dion scoorde hit na hit met nummers als Because You Loved Me en It's All Coming Back to Me Now. Van het album werden 32 miljoen exemplaren verkocht. Het wordt gezien als een van de bestverkopende albums van een zangeres in de muziekgeschiedenis. Met dit album ging Dion opnieuw op tournee. Hoewel ze zich bij de voorgaande tour enkel richtte op enkele Europese landen, reisde ze met de 'Falling into You Tour' de hele wereld af. Meer dan 100 concerten werden er gegeven, verspreid over 17 verschillende landen. Drie maal kwam Dion voor concerten naar Nederland: tweemaal Ahoy Rotterdam (oktober 1996) en eenmaal in de net geopende Amsterdam ArenA, juni 1997. Opnames van de tour verschenen op de VHS-cassette Live In Memphis. De Ierse popband The Corrs stond tijdens de Europese tournee in het voorprogramma. Met 100 uitverkochte shows en een miljoenenverkoop van cd's bleek Dion de status van 'supersterrendom' te hebben verworven. Falling into You leverde Dion talloze prijzen op, waaronder twee Amerikaanse Grammy's.

## Succes
Haar deelname aan de openingsceremonie van de Olympische Spelen van 1996 in Atlanta werd door 3,5 miljard mensen op tv gevolgd. Eind 1997 verscheen het volgende Engelstalige album Let's Talk About Love, waarvan opnames plaatsvonden in Londen, Los Angeles en New York. Artiesten als Barbra Streisand, Luciano Pavarotti, Bee Gees, Carole King, George Martin en Diana King leverden bijdragen aan diverse songs. Tell Him, een duet van Dion en Streisand, was de eerste hitsingle van de plaat. My Heart Will Go On, een andere single en tevens de titelsong van speelfilm Titanic groeide uit tot een ongekend succes. Hij wordt gezien als Dions bestverkochte single ooit. Overal ter wereld stond het lied in no time op nummer 1 en het nummer leverde Dion talloze onderscheidingen op, waaronder een Academy Award en enkele Grammy's. Ze verkocht wereldwijd 31 miljoen exemplaren van dit album, en het is Celines 2e bestverkopende album in haar carrière. In Nederland was My Heart Will Go On in 1998 de bestverkochte single van het jaar.
In september 1998 verscheen S'il Suffisait d'Aimer, een Franstalig album met opnieuw composities van Jean-Jacques Goldman. Dions eerste Engelstalige kerstalbum These Are Special Times, met de hit I'm Your Angel (duet met R. Kelly), verscheen eind 1998 en verkocht wereldwijd 15 miljoen stuks. Opnieuw ging de zangeres met haar laatste albums op wereldtournee. In juni 1999 trad Dion op in de Amsterdam ArenA. Dat concert is voor het stadion tot op de dag van vandaag het evenement met de meeste bezoekers (68.083). Een verzamelalbum met daarop Dions grootste Engelstalige successen tot dan toe en enkele nieuwe songs verscheen eind 1999 onder de naam All The Way... A Decade Of Song. De eerste single ervan, That's The Way It Is, werd een groot succes. Ze verkocht 20 miljoen exemplaren van dit album. Begin 2000 bleek Dion wereldwijd een recordaantal van 140 miljoen platen verkocht te hebben. Haar status als 'superdiva' werd nog eens extra onderstreept toen de zangeres in april 1998 optrad tijdens het benefietconcert 'Divas Live' voor muziekzender VH1, in samenwerking met collega-artiesten Mariah Carey, Shania Twain, Gloria Estefan en Aretha Franklin.

## Break en comeback
Na jaren optreden vond Dion het hoog tijd om een rustpauze in te gelasten. De zangeres wilde zich graag richten op familie en vrienden, maar ze had ook al een poos de wens om moeder te worden. Met een aantal concerten sloot ze haar succesperiode tijdelijk af. In 1999 werd bij Dions echtgenoot René kanker geconstateerd. De zangeres wilde haar man steunen tijdens de chemokuren. Uiteindelijk genas René van de ziekte. Op 25 januari 2001 schonk Dion in Florida het leven aan een zoontje: René-Charles Dion-Angélil. Hoewel ze had aangegeven een break te nemen van dik twee jaar, gaf Dion in die periode toch een aantal optredens. Tijdens een benefietconcert om geld in te zamelen voor de nabestaanden van de slachtoffers op 11 september 2001 zong Dion God Bless America.
In maart 2002 verscheen - twee jaar na haar vorige album - een nieuw Engelstalig album onder de naam A New Day Has Come. Singles als I'm Alive, A New Day Has Come en Goodbye's (The Saddest Word) werden successen in de hitlijsten. Van het album gingen 12 miljoen stuks over de toonbank, het bewijs dat Dion na twee jaar stilte nog steeds 'hot' was, en een zeer succesvolle comeback had gemaakt. Met de verschijning van het album werd bekendgemaakt dat de zangeres vanaf 2003 haar eigen show zou hebben in Las Vegas. Deze show, genaamd A New Day... Live in Las Vegas, ging in maart 2003 van start in het Caesars Palace. Speciaal voor deze show, en dus ook voor Dion, werd er een gloednieuwe zaal gebouwd, "The Colosseum", een gebouw in de vorm van het Romeinse Colosseum. In eerste instantie zou Dion 600 shows in drie jaar opvoeren, maar gezien het grote succes werd de show ruim anderhalf jaar langer opgevoerd. Aan het eind van de rit, op 15 december 2007, stond de teller op in totaal 750 shows. De show - ontworpen door Franco Dragone - bevat Dions grootste hits, gemixt met decorstukken, dans en visuele effecten.
Voor de start van de show in 2003, verscheen One Heart, Dions 10e Engelstalige album. Er werden 8 miljoen exemplaren van verkocht en het bracht hitsingles als I Drove All Night, One Heart en Have You Ever Been In Love voort. Dion sloot 2003 succesvol af met een nieuw Franstalig album: 1 Fille & 4 Types waarvan 2,5 miljoen stuks werden verkocht. Van Dions show in Las Vegas verscheen in juni 2004 het live-album A New Day... Live in Las Vegas. In het najaar van 2004 lanceerde Dion in samenwerking met fotografe Anne Geddes het project Miracle; een album met liedjes over het moederschap ging gepaard met onder meer een boek met daarin foto's van Dion met diverse baby's. 3,5 miljoen exemplaren gingen er van deze cd over de toonbank. Dions eerste Franse verzamelalbum, On Ne Change Pas, kwam uit in 2005.
Op 21 mei 2007 werd het Franstalige album D'elles uitgebracht. Zeven van de dertien nummers werden in december 2006 opgenomen in Montreal. De eerste single van het album, S'il N'en Restait Qu'une (Je Serais Celle-Là), beleefde zijn radiodebuut op de Franstalige radio op 14 februari 2007. De videoclip van het nummer werd eind januari/begin februari 2007 opgenomen in New York. In dezelfde week heeft Dion ook haar deel ingezongen van het nummer Sing. Het lied, dat werd gezongen door 23 zangeressen, was een initiatief van Annie Lennox, die het wilde gebruiken in de strijd tegen aids en armoede in Afrika. Het nummer staat op Lennox' album Songs Of Mass Destruction.

## Tournees 2007-2008

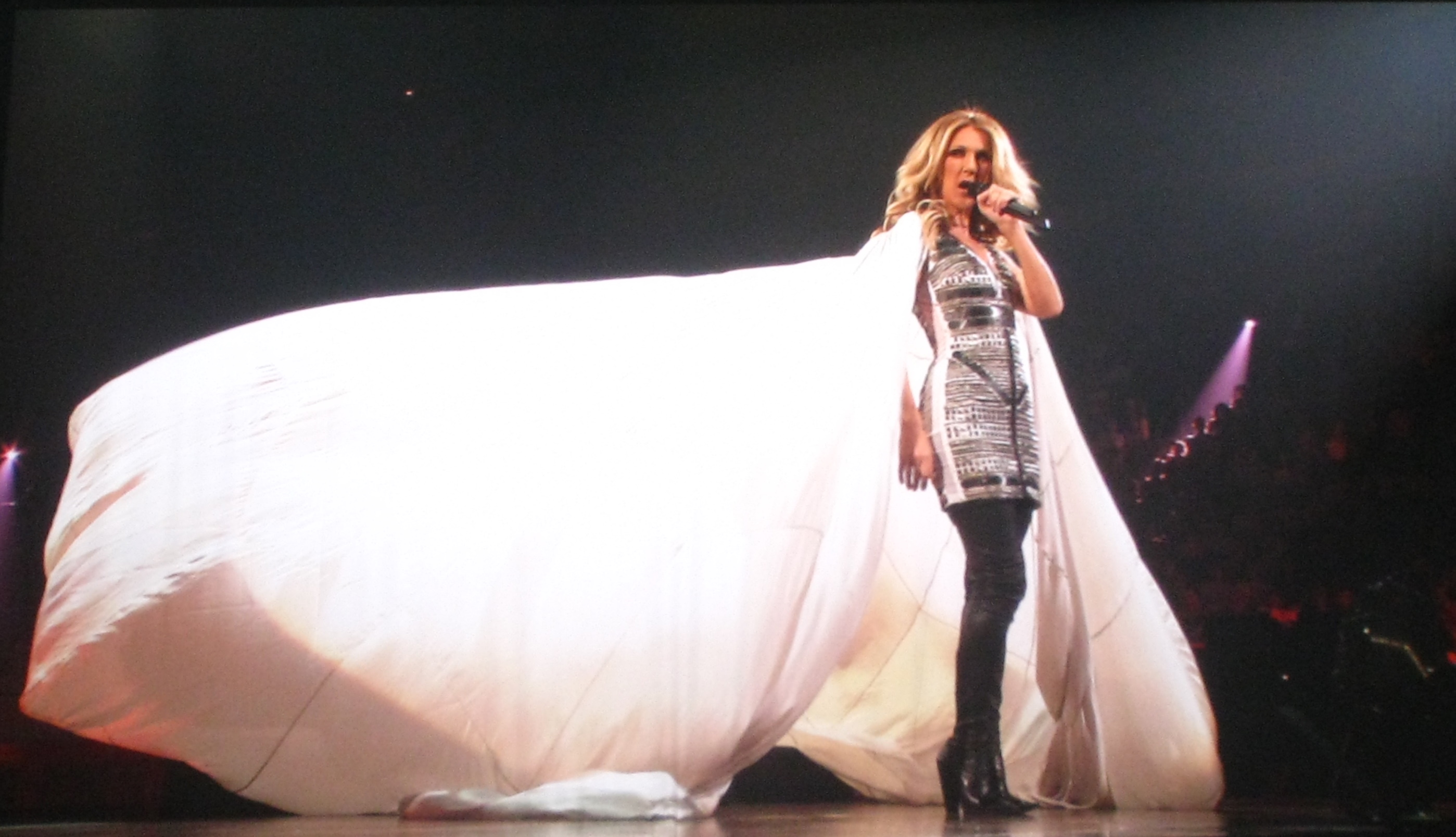
Céline Dion tijdens een concert in Montreal (2008)

Een nieuw Engelstalig album, Taking Chances, lag op 12 november 2007 in de winkels. Een promotietournee voor dit album en het eveneens in 2007 uitgebrachte album D'elles vond plaats in oktober 2007. Haar show in Las Vegas beleefde op 15 december 2007 zijn laatste voorstelling, na bijna vijf jaar. Van deze concertregistratie, die is opgenomen in de week van 15 t/m 21 januari 2007, verscheen op 11 december 2007 een dvd. De dvd verkocht in Nederland niet slecht en was in augustus 2008 in de top 100 van best verkochte muziek-dvd's.
Op 14 februari 2008 startte Dion met een wereldtournee, om voor het eerst sinds 1999 weer op te treden buiten Las Vegas. De tour spreidde zich uit van Canada tot Japan tot Zuid-Afrika. Het concert in Nederland werd gehouden in de Amsterdam Arena op 2 juni 2008. De nieuwe single van het gelijknamige album Taking Chances deed het in Amerika goed. Andere promotie-singles die medio 2008 uitkwamen waren Eyes On Me en Alone. Tot op heden zijn er 6,5 miljoen exemplaren van dit album verkocht.

## Terugkeer naar Caesar's Palace
Céline kwam in 2011 terug naar Caesar's Palace met het plan om 70 shows per jaar te geven. De première was op 15 maart 2011.
In augustus 2014 annuleerde Dion al haar geplande concerten en kondigde aan per direct te stoppen met zingen. Dit omdat zij voor haar zieke man wilde zorgen.
In de tweede helft van 2015 kwam Dion terug in Caesar's Palace.
Dion gaf eind oktober 2015 aan dat ze werkte aan een Franstalig album.

## Vanaf 2022
In december 2022 maakte Dion bekend dat ze lijdt aan de zeldzame neurologische aandoening stiff-person syndrome. Dit beïnvloedt haar zangstem. Ze schrapte daarom het vervolg van haar Courage World Tour, die ze eerder al onderbrak vanwege de coronapandemie.
In 2023 is Dion te zien in de romantische komedie Love Again.
In 2024 kwam er een documentaire over Dion uit bij Prime Video: I am: Céline Dion.
Tijdens de openingsceremonie van de Olympische Zomerspelen van 2024 in Parijs zong ze vanaf de Eiffeltoren Hymne à l'amour van Édith Piaf. Dit was haar als spectaculair geprezen comeback nadat ze naar buiten had gebracht dat ze aan het stiff-person syndrome lijdt, en vier jaar niet als zangeres had opgetreden.

## Privéleven
In 1994 trouwde ze met haar manager René Angélil (1942-2016). Op 25 januari 2001 kreeg het koppel een zoon; op 23 oktober 2010 beviel Dion van een tweeling, eveneens jongens. Op 14 januari 2016 overleed Angélil aan de gevolgen van keelkanker. Dion heeft huizen op meerdere plekken op de wereld.

## Discografie

### Albums
| Album met eventuele hitnotering(en) in de Nederlandse Album Top 100 | Datum van verschijnen | Datum van binnenkomst | Hoogste positie | Aantal weken | Opmerkingen                                                      |
| ------------------------------------------------------------------- | --------------------- | --------------------- | --------------- | ------------ | ---------------------------------------------------------------- |
| Unison                                                              | 1990                  | -                     | -               | -            |                                                                  |
| The Colour of My Love                                               | 09-03-1993            | 12-03-1994            | 2               | 124          | 3x platina                                                       |
| D'eux                                                               | 03-04-1995            | 09-09-1995            | 1(1wk)          | 52           |                                                                  |
| Falling into you                                                    | 08-03-1996            | 23-03-1996            | 1(9wk)          | 112          | 6x platina / Bestverkochte album van 1996                        |
| Ne Partez Pas Sans Moi                                              | 1996                  | -                     | -               | -            |                                                                  |
| Live à Paris                                                        | 24-10-1996            | 09-11-1996            | 11              | 40           |                                                                  |
| Let's Talk About Love                                               | 14-11-1997            | 29-11-1997            | 1(12wk)         | 83           | 5x platina                                                       |
| C'est pour toi                                                      | 1998                  | 14-03-1998            | 37              | 6            |                                                                  |
| S'il suffisait d'aimer                                              | 04-09-1998            | 19-09-1998            | 5               | 16           |                                                                  |
| VH-1 Divas Live                                                     | 06-10-1998            | 17-10-1998            | 6               | 33           | met Mariah Carey, Gloria Estefan, Aretha Franklin & Shania Twain |
| These Are Special Times                                             | 02-11-1998            | 14-11-1998            | 4               | 13           | Goud                                                             |
| Au cœur du stade                                                    | 31-08-1999            | 11-09-1999            | 23              | 7            |                                                                  |
| All The Way... A Decade of Song                                     | 15-11-1999            | 20-11-1999            | 1(2wk)          | 54           | Verzamelalbum / 2x platina                                       |
| The collector's series vol. 1                                       | 23-10-2000            | 04-11-2000            | 15              | 11           |                                                                  |
| A new day has come                                                  | 25-03-2002            | 30-03-2002            | 1(6wk)          | 64           | Platina                                                          |
| Divas Las Vegas                                                     | 28-11-2002            | 04-01-2003            | 93              | 2            | met Cher, Dixie Chicks, Shakira, Anastacia & Stevie Nicks        |
| One heart                                                           | 24-03-2003            | 05-04-2003            | 3               | 45           |                                                                  |
| 1 Fille et 4 types                                                  | 12-10-2003            | 25-10-2003            | 30              | 7            |                                                                  |
| A new day... Live in Las Vegas                                      | 14-06-2004            | 19-06-2004            | 12              | 15           |                                                                  |
| Miracle                                                             | 23-09-2004            | 16-10-2004            | 4               | 21           | met Anne Geddes / (boek, album en dvd) / Goud                    |
| On ne change pas                                                    | 03-10-2005            | 08-10-2005            | 59              | 3            |                                                                  |
| D'elles                                                             | 18-05-2007            | 26-05-2007            | 50              | 5            |                                                                  |
| Taking chances                                                      | 09-11-2007            | 17-11-2007            | 4               | 32           |                                                                  |
| My love - essential collection                                      | 14-11-2008            | 22-11-2008            | 1(2wk)          | 43           | Verzamelalbum                                                    |
| Taking Chances World Tour - The Concert                             | 2010                  | 15-05-2010            | 11              | 11           | Livealbum                                                        |
| Sans attendre                                                       | 02-11-2012            | 10-11-2012            | 20              | 3            |                                                                  |
| Loved Me Back To Life                                               | 2013                  | 09-11-2013            | 1(1wk)          | 10           |                                                                  |
| Une seule fois / Live 2013                                          | 2014                  | 16-05-2014            | 12*             | 1*           | Livealbum                                                        |
| Encore un soir                                                      | 26-08-2016            | 03-09-2016            | 7               | 3            |                                                                  |

| Album met hitnotering(en) in de Vlaamse Ultratop 200 albums | Datum van verschijnen | Datum van binnenkomst | Hoogste positie | Aantal weken | Opmerkingen                                                      |
| ----------------------------------------------------------- | --------------------- | --------------------- | --------------- | ------------ | ---------------------------------------------------------------- |
| The colour of my love                                       | 09-11-1993            | 01-04-1995            | 1(4wk)          | 67           |                                                                  |
| D'Eux                                                       | 03-04-1995            | 22-04-1995            | 1(4wk)          | 86           |                                                                  |
| Falling into you                                            | 08-03-1996            | 23-03-1996            | 2               | 88           |                                                                  |
| Live à Paris                                                | 25-10-1996            | 09-11-1996            | 6               | 25           |                                                                  |
| Let's talk about love                                       | 14-11-1997            | 22-11-1997            | 1(2wk)          | 54           | 2x platina                                                       |
| S'il suffisait d'aimer                                      | 04-09-1998            | 12-09-1998            | 2               | 23           |                                                                  |
| VH-1 divas live                                             | 06-10-1998            | 17-10-1998            | 6               | 20           | met Mariah Carey, Gloria Estefan, Aretha Franklin & Shania Twain |
| These are special times                                     | 02-11-1998            | 14-11-1998            | 16              | 11           |                                                                  |
| Au cœur du stade                                            | 31-08-1999            | 04-09-1999            | 3               | 13           | Platina                                                          |
| All the way...A decade of song                              | 15-11-1999            | 20-11-1999            | 2               | 25           | Verzamelalbum / 3x platina                                       |
| The collector's series vol. 1                               | 23-10-2000            | 11-11-2000            | 33              | 4            |                                                                  |
| A new day has come                                          | 25-03-2002            | 30-03-2002            | 2               | 53           | 2x platina                                                       |
| Divas Las Vegas                                             | 28-11-2002            | 30-11-2002            | 50              | 1            | met Cher, Dixie Chicks, Shakira, Anastacia en Stevie Nicks       |
| One heart                                                   | 24-03-2003            | 05-04-2003            | 1(2wk)          | 13           | Goud                                                             |
| 1 Fille et 4 types                                          | 12-10-2003            | 18-10-2003            | 9               | 21           | Platina                                                          |
| A new day...Live in Las Vegas                               | 14-06-2004            | 19-06-2004            | 7               | 16           | Goud                                                             |
| Miracle                                                     | 11-10-2004            | 16-10-2004            | 13              | 18           | met Anne Geddes / (boek, album en dvd) / Goud                    |
| On ne change pas                                            | 03-10-2005            | 15-10-2005            | 33              | 15           | Platina                                                          |
| D'elles                                                     | 18-05-2007            | 02-06-2007            | 18              | 11           | Goud                                                             |
| Taking chances                                              | 09-11-2007            | 17-11-2007            | 7               | 29           | Goud                                                             |
| My love - essential collection                              | 27-10-2008            | 01-11-2008            | 1(1wk)          | 36           | Verzamelalbum / Platina                                          |
| Tournée mondiale taking chances - Le spectacle              | 10-05-2010            | 15-05-2010            | 30              | 15           | Livealbum                                                        |
| Sans attendre                                               | 02-11-2012            | 10-11-2012            | 19              | 39           | Platina                                                          |
| Loved me back to life                                       | 01-11-2013            | 09-11-2013            | 2               | 32           | Goud                                                             |
| Céline - une seule fois / Live 2013                         | 16-05-2014            | 24-05-2014            | 29              | 18           | Livealbum                                                        |
| Encore un soir                                              | 26-08-2016            | 03-09-2016            | 1(1wk)          | 36           | Platina                                                          |

### Singles
| Single met eventuele hitnotering(en) in de Nederlandse Top 40 | Datum van verschijnen | Datum van binnenkomst | Hoogste positie | Aantal weken | Opmerkingen                                                                                       |
| ------------------------------------------------------------- | --------------------- | --------------------- | --------------- | ------------ | ------------------------------------------------------------------------------------------------- |
| Ne partez pas sans moi                                        | 1988                  | 21-05-1988            | tip3            | -            | Nr. 42 in de Single Top 100                                                                       |
| Where does my heart beat now                                  | 1991                  | 23-02-1991            | 24              | 4            | Nr. 24 in de Single Top 100 / Alarmschijf                                                         |
| Beauty and the beast                                          | 1992                  | 04-07-1992            | 18              | 5            | met Peabo Bryson / Nr. 20 in de Single Top 100                                                    |
| If you asked me to                                            | 1992                  | 29-08-1992            | 27              | 3            | Nr. 28 in de Single Top 100 / Alarmschijf                                                         |
| When I fall in love                                           | 1993                  | -                     |                 |              | met Clive Griffin / Nr. 37 in de Single Top 100                                                   |
| The power of love                                             | 1994                  | 12-03-1994            | 18              | 6            | Nr. 22 in de Single Top 100                                                                       |
| Think twice                                                   | 1995                  | 04-03-1995            | 1(3wk)          | 20           | Nr. 1 in de Single Top 100                                                                        |
| Only one road                                                 | 1995                  | 24-06-1995            | tip4            | -            | Nr. 40 in de Single Top 100                                                                       |
| Pour que tu m'aimes encore                                    | 1995                  | 09-09-1995            | 3               | 20           | Nr. 4 in de Single Top 100                                                                        |
| Je sais pas                                                   | 1995                  | 23-12-1995            | tip6            | -            | Nr. 34 in de Single Top 100                                                                       |
| Falling into you                                              | 1996                  | 16-03-1996            | 21              | 6            | Nr. 18 in de Single Top 100                                                                       |
| Because you loved me                                          | 1996                  | 11-05-1996            | 4               | 15           | Nr. 4 in de Single Top 100 / Alarmschijf                                                          |
| It's all coming back to me now                                | 1996                  | 14-09-1996            | 4               | 14           | Nr. 5 in de Single Top 100                                                                        |
| All by myself                                                 | 1996                  | 14-12-1996            | 35              | 2            | Nr. 20 in de Single Top 100                                                                       |
| Call the man                                                  | 1997                  | 02-08-1997            | tip5            | -            | Nr. 69 in de Single Top 100                                                                       |
| Tell him                                                      | 1997                  | 15-11-1997            | 1(1wk)          | 17           | met Barbra Streisand / Nr. 2 in de Single Top 100                                                 |
| My heart will go on                                           | 1998                  | 07-02-1998            | 1(10 wk)        | 20           | Nr. 1 in de Single Top 100 / Alarmschijf / Hit van het jaar 1998 / Best verkochte single van 1998 |
| Immortality                                                   | 1998                  | 20-06-1998            | 28              | 3            | met Bee Gees / Nr. 41 in de Single Top 100                                                        |
| Zora sourit                                                   | 1998                  | 03-10-1998            | tip14           | -            | Nr. 67 in de Single Top 100                                                                       |
| I'm your angel                                                | 1998                  | 05-12-1998            | 8               | 13           | met R. Kelly / Nr. 9 in de Single Top 100 / Alarmschijf                                           |
| Treat her like a lady                                         | 1999                  | 01-05-1999            | tip12           | -            | Nr. 62 in de Single Top 100                                                                       |
| That's the Way It Is                                          | 1999                  | 13-11-1999            | 7               | 14           | Nr. 7 in de Single Top 100                                                                        |
| Live (for the one I love)                                     | 2000                  | 19-02-2000            | tip22           | -            | Nr. 89 in de Single Top 100                                                                       |
| A new day has come                                            | 2002                  | 23-03-2002            | 19              | 10           | Nr. 21 in de Single Top 100                                                                       |
| I'm alive                                                     | 2002                  | 17-08-2002            | 23              | 11           | Nr. 7 in de Single Top 100                                                                        |
| Goodbye's (the saddest word)                                  | 2002                  | 11-01-2003            | 37              | 3            | Nr. 38 in de Single Top 100                                                                       |
| I drove all night                                             | 2003                  | 08-03-2003            | tip2            | -            | Nr. 24 in de Single Top 100                                                                       |
| Tout l'or des hommes                                          | 2003                  | -                     |                 |              | Nr. 100 in de Single Top 100                                                                      |
| Taking chances                                                | 2007                  | 29-09-2007            | tip12           | -            | Nr. 100 in de Single Top 100                                                                      |
| Happy Xmas (War is over)                                      | 2016                  | -                     |                 |              | Nr. 76 in de Single Top 100                                                                       |
| Ashes                                                         | 2018                  | -                     |                 |              |                                                                                                   |

| Single met hitnotering(en) in de Vlaamse Ultratop 50 | Datum van verschijnen | Datum van binnenkomst | Hoogste positie | Aantal weken | Opmerkingen                                                 |
| ---------------------------------------------------- | --------------------- | --------------------- | --------------- | ------------ | ----------------------------------------------------------- |
| Ne partez pas sans moi                               | 1988                  | 21-05-1988            | 12              | 6            | Nr. 13 in de Radio 2 Top 30                                 |
| Where does my heart beat now                         | 1990                  | 09-03-1991            | 23              | 8            | Nr. 21 in de Radio 2 Top 30                                 |
| Beauty and the beast                                 | 24-11-1991            | 04-07-1992            | 36              | 5            | met Peabo Bryson / Nr. 25 in de Radio 2 Top 30              |
| The power of love                                    | 11-1993               | 12-03-1994            | 5               | 16           | Nr. 4 in de Radio 2 Top 30                                  |
| Think twice                                          | 10-10-1994            | 25-03-1995            | 1(5wk)          | 26           | Nr. 1 in de Radio 2 Top 30                                  |
| Pour que tu m'aimes encore                           | 10-03-1995            | 20-05-1995            | 2               | 26           | Nr. 2 in de Radio 2 Top 30                                  |
| Only one road                                        | 01-05-1995            | 08-07-1995            | 17              | 16           | Nr. 17 in de Radio 2 Top 30                                 |
| Je sais pas                                          | 1995                  | 16-09-1995            | 39              | 6            |                                                             |
| Falling into you                                     | 19-02-1996            | 09-03-1996            | 20              | 11           | Nr. 20 in de Radio 2 Top 30                                 |
| Because you loved me                                 | 09-05-1996            | 25-05-1996            | 5               | 23           | Nr. 5 in de Radio 2 Top 30                                  |
| It's all coming back to me now                       | 30-07-1996            | 14-09-1996            | 1(5wk)          | 22           | Nr. 1 in de Radio 2 Top 30                                  |
| All by myself                                        | 07-10-1996            | 30-11-1996            | 14              | 13           | Nr. 14 in de Radio 2 Top 30                                 |
| Call the man                                         | 16-06-1997            | 28-06-1997            | 45              | 6            |                                                             |
| Tell him                                             | 31-10-1997            | 15-11-1997            | 3               | 19           | met Barbra Streisand / Nr. 2 in de Radio 2 Top 30           |
| The reason                                           | 08-12-1997            | 13-12-1997            | tip5            | -            |                                                             |
| My heart will go on                                  | 05-12-1997            | 31-01-1998            | 1(7wk)          | 27           | Nr. 1 in de Radio 2 Top 30 / Best verkochte single van 1998 |
| Immortality                                          | 05-06-1998            | 11-07-1998            | 48              | 2            | met Bee Gees                                                |
| Zora sourit                                          | 07-09-1998            | 10-10-1998            | 48              | 1            |                                                             |
| I'm your angel                                       | 21-09-1998            | 05-12-1998            | 26              | 12           | met R. Kelly / Nr. 26 in de Radio 2 Top 30                  |
| S'il suffisait d'aimer                               | 21-09-1998            | 02-01-1999            | tip8            | -            |                                                             |
| On ne change pas                                     | 1998                  | 17-04-1999            | tip17           | -            |                                                             |
| Treat her like a lady                                | 22-03-1999            | 15-05-1999            | tip4            | -            |                                                             |
| That's the way it is                                 | 01-11-1999            | 13-11-1999            | 17              | 19           | Nr. 17 in de Radio 2 Top 30                                 |
| Live (For the one I love)                            | 14-02-2000            | 11-03-2000            | tip13           | -            |                                                             |
| I want you to need me                                | 15-07-2000            | 01-07-2000            | tip15           | -            |                                                             |
| A new day has come                                   | 11-03-2002            | 16-03-2002            | 14              | 11           | Nr. 9 in de Radio 2 Top 30                                  |
| I'm alive                                            | 12-08-2002            | 17-08-2002            | 2               | 28           | Nr. 1 in de Radio 2 Top 30 / Platina                        |
| Goodbye's (the saddest word)                         | 2002                  | 14-12-2002            | 39              | 8            | Nr. 22 in de Radio 2 Top 30                                 |
| I drove all night                                    | 03-03-2003            | 08-03-2003            | 1(1wk)          | 15           | Nr. 1 in de Radio 2 Top 30 / Goud                           |
| One heart                                            | 10-06-2003            | 28-06-2003            | 37              | 5            | Nr. 24 in de Radio 2 Top 30                                 |
| Tout l'or des hommes                                 | 2003                  | 18-10-2003            | 29              | 7            | Nr. 20 in de Radio 2 Top 30                                 |
| Et je t'aime encore                                  | 23-02-2004            | 21-02-2004            | tip17           | -            |                                                             |
| Je ne vous oublie pas                                | 07-10-2005            | 29-10-2005            | tip9            | -            |                                                             |
| Taking chances                                       | 25-10-2007            | 17-11-2007            | tip4            | -            |                                                             |
| Parler à mon père                                    | 02-07-2012            | 14-07-2012            | tip12           | -            | Nr. 22 in de Radio 2 Top 30                                 |
| Le miracle                                           | 12-11-2012            | 01-12-2012            | tip53           | -            |                                                             |
| Loved me back to life                                | 02-09-2013            | 07-09-2013            | tip28           | -            |                                                             |
| Encore Un Soir                                       | 23-05-2016            | 04-06-2016            | tip12           | -            |                                                             |
| l'Étoile                                             | 09-01-2017            | 18-02-2017            | tip13           | -            |                                                             |
| Ashes                                                | 04-05-2018            | 12-05-2018            | tip             | -            |                                                             |
| Flying on My Own                                     | 09-06-2019            | 20-07-2019            | tip28           | -            |                                                             |
| Imperfections                                        | 20-09-2019            | 05-10-2019            | tip9            | -            |                                                             |

### NPO Radio 2 Top 2000
| Nummers met noteringen in de NPO Radio 2 Top 2000 | '99 | '00 | '01  | '02  | '03  | '04  | '05  | '06  | '07  | '08  | '09  | '10  | '11  | '12  | '13  | '14  | '15  | '16  | '17  | '18  | '19  | '20  | '21  | '22  | '23  | '24  |
| ------------------------------------------------- | --- | --- | ---- | ---- | ---- | ---- | ---- | ---- | ---- | ---- | ---- | ---- | ---- | ---- | ---- | ---- | ---- | ---- | ---- | ---- | ---- | ---- | ---- | ---- | ---- | ---- |
| Because You Loved Me                              | -   | -   | 1116 | 954  | 1382 | 1025 | 1182 | 1194 | 1002 | 1138 | 1546 | 1660 | 1776 | 1690 | -    | -    | -    | -    | -    | -    | -    | -    | -    | -    | -    | -    |
| I'm Alive                                         | ×   | ×   | ×    | -    | -    | -    | 1258 | 1156 | 897  | 1524 | 1438 | 1500 | 1529 | 1793 | -    | -    | -    | -    | -    | -    | -    | -    | -    | -    | -    | -    |
| Immortality (met Bee Gees)                        | -   | -   | -    | -    | -    | -    | 1266 | 1134 | 1149 | 1636 | 1496 | 1631 | 1560 | 1647 | 1969 | -    | -    | -    | -    | -    | -    | -    | -    | -    | -    | -    |
| It's All Coming Back to Me Now                    | -   | -   | -    | -    | -    | -    | -    | -    | -    | -    | -    | -    | -    | -    | -    | -    | -    | -    | -    | -    | -    | -    | 1337 | 1268 | 1008 | 858  |
| My Heart Will Go On                               | 41  | 89  | 209  | 238  | 354  | 334  | 400  | 419  | 326  | 337  | 559  | 562  | 637  | 598  | 849  | 922  | 828  | 1129 | 1243 | 978  | 1081 | 1215 | 1375 | 1568 | 1404 | 1263 |
| Pour que tu m'aimes encore                        | 295 | -   | 716  | 787  | 769  | 796  | 898  | 910  | 986  | 867  | 1181 | 1220 | 1319 | 1252 | 1621 | 1707 | 1610 | -    | -    | -    | -    | -    | -    | -    | -    | -    |
| Tell Him (met Barbra Streisand)                   | 158 | 303 | 273  | 323  | 506  | 385  | 375  | 437  | 477  | 414  | 748  | 659  | 856  | 1436 | 1606 | 1463 | 1659 | -    | 1354 | 1481 | 1519 | 1385 | 1665 | 1695 | 1546 | 1533 |
| The Power of Love                                 | 523 | -   | 644  | 812  | 1006 | 786  | 814  | 893  | 761  | 802  | 1344 | 1208 | 1393 | 612  | 1705 | 1791 | 1814 | -    | -    | -    | -    | -    | -    | -    | -    | -    |
| Think Twice                                       | 389 | 485 | 1174 | 1086 | 1145 | 1408 | 1525 | 1740 | -    | 1768 | -    | -    | -    | -    | -    | -    | -    | -    | -    | -    | -    | -    | -    | -    | -    | -    |

1. ↑  Een '-' betekent dat het nummer niet was genoteerd, een '×' betekent dat het nummer nog niet was uitgebracht en een vetgedrukt getal geeft de hoogste notering van een nummer aan.

### Dvd's
| Dvd's met hitnoteringen in de DVD Top 30 | Datum van verschijnen' | Datum van binnenkomst | Hoogste positie | Aantal weken | Opmerkingen |
| ---------------------------------------- | ---------------------- | --------------------- | --------------- | ------------ | ----------- |
| All the way - A decade of song & video   | 2002                   | 06-04-2002            | 6               | 25           |             |
| Au Coeurdu stade                         | 2002                   | 24-08-2002            | 6               | 1            |             |
| The colour of my love concert            | 2004                   | 07-02-2004            | 9               | 10           |             |
| Live in Las Vegas - A new day...         | 2007                   | 22-12-2007            | 1(3wk)          | 93           |             |
| Through the eyes of the world            | 2010                   | 15-05-2010            | 2               | 21           |             |

| Dvd's met hitnoteringen in de Vlaamse Ultratop muziek-dvd top 10/20 | Datum van verschijnen | Datum van binnenkomst | Hoogste positie | Aantal weken | Opmerkingen |
| ------------------------------------------------------------------- | --------------------- | --------------------- | --------------- | ------------ | ----------- |
| All the way - A decade of song & video                              | 2004                  | 10-07-2004            | 6               | 6            |             |
| Live in Las Vegas - A new day...                                    | 2007                  | 22-12-2007            | 1(8wk)          | 39           |             |
| Live à Québec                                                       | 2009                  | 30-05-2009            | 10              | 1            |             |
| Through the eyes of the world                                       | 2010                  | 15-05-2010            | 1(1wk)          | 17           |             |

## Trivia

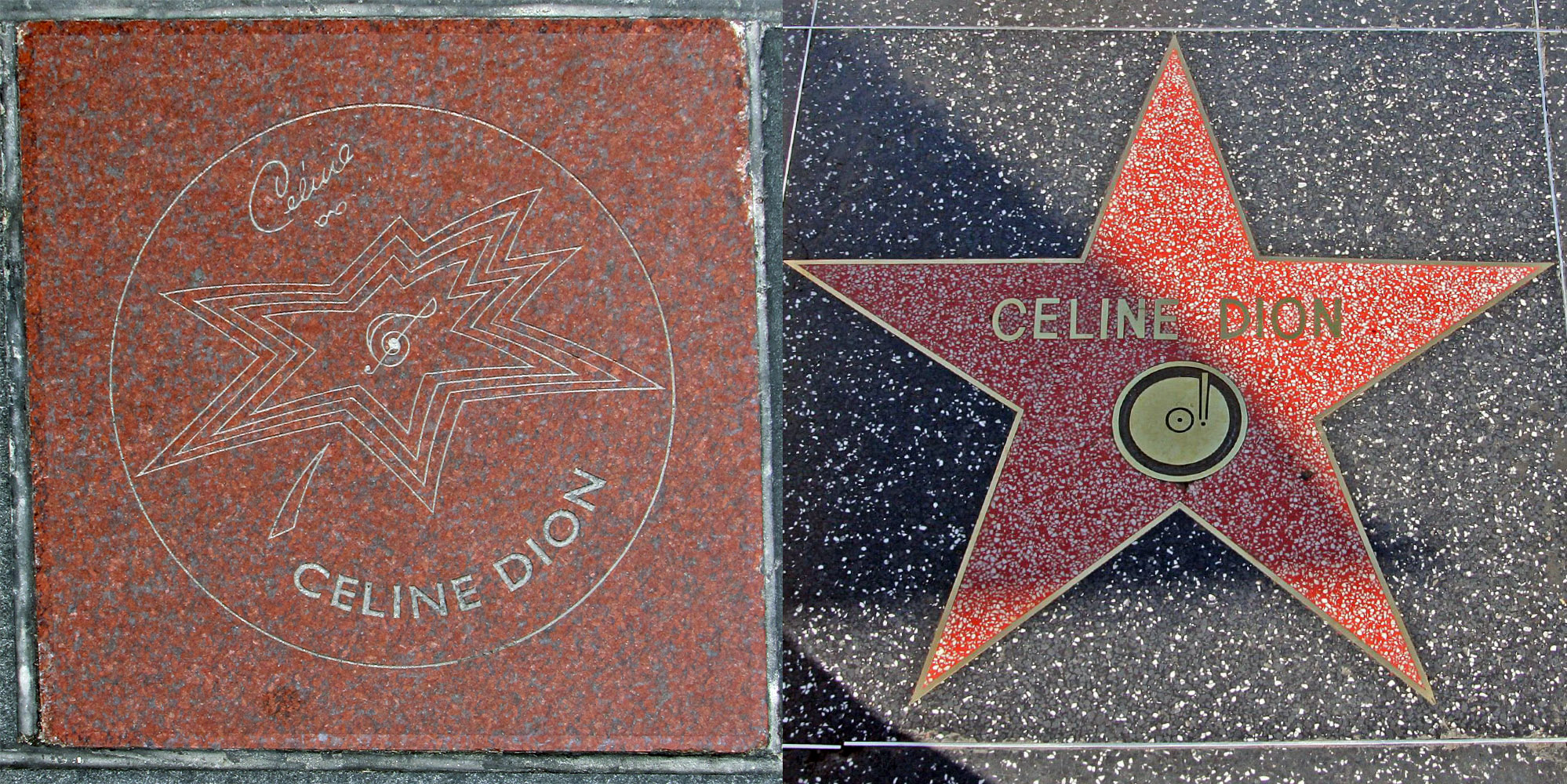
Celine Dion op de Canada's Walk of Fame en de Walk of Fame

- Dion heeft haar eigen ster op Canada's Walk of Fame en de Hollywood Walk of Fame.
- Dion heeft 16 eigen parfums: Celine Dion (2003), Notes (2004), Belong (2005), Belong Sparkling Edition (gelimiteerde oplage) (2006), Memento (exclusief voor de Celine Dion Boutique in Las Vegas en voor fanclubleden) (2006), Enchanting (2006), Spring in Paris (special edition) (2007), Paris Nights (special edition) (2007), Sensational (2008), Sensational Moment (2008) (niet in Nederland verkrijgbaar), Chic (2009), Spring in Provence (2009) (niet in Nederland verkrijgbaar), Simply Chic (2010) (niet in Nederland verkrijgbaar), Pure Brilliance (2010), Signature (2011) & Sensational Luxe Blossom (2013).
- Dion steunt al jaren de Canadian Cystic Fibrosis Foundation. In 1993 overleed haar nichtje Karine aan de ziekte cystische fibrose (taaislijmziekte).